# Валентіна Черві
Валентіна Черві (італ. Valentina Cervi; *13 квітня 1976, Рим, Італія) — італійська актриса.

## Біографія
Валентина Черві — дочка режисера Тоніно Черві і внучка знаменитого італійського актора Джино Черві. Черві почала свою акторську кар'єру у віці десяти років, зігравши у фільмі Карла Коті «Принеси мені місяць». Вона також виконала роль англійською мовою у фільмі Джейн Кампйон «Портрет леді». Одна з її найвідоміших ролей — роль у фільмі «Артемізія» режисера Агнеса Мерле. Цей фільм заснований на історії життя італійської художниці Артемізії Джентилескі (Валентіна Черві) і зображує відносини між художницею і її вчителем Агостіно Тассі (Мікі Манойлович), який вчить її не тільки прийомам живопису, а й мистецтву.

## Фільмографія
- Mignon è partita (1988)
- Oasi (1994)
- La notte e il momento (1995)
- Ritratto di signora (1996)
- Escoriandoli (1996)
- Artemisia. Passione estrema (Artemisia) (1997)
- Figli di Annibale (1998)
- Rien sur Robert (1999)
- Branchie (1999)
- La via degli angeli (1999)
- Quando si chiudono gli occhi (2000)
- Five Seconds to Spare (2000)
- Hotel[en] (2001)
- L'anima gemella (2002)
- Passato prossimo (2003)
- Sansa (2003)
- Mundo civilizado (2003)
- Le valigie di Tulse Luper — La storia di Moab (The Tulse Luper Suitcases, Part 1: The Moab Story) (2003)
- The Tulse Luper Suitcases: Antwerp (2003)
- The Tulse Luper Suitcases, Part 3: From Sark to the Finish (2003)
- The Tulse Luper Suitcases, Part 2: Vaux to the Sea (2004)
- La tempesta (2004)
- Provincia meccanica (2005)
- Fuori dalle corde (2007)
- Ripopolare la Reggia (Peopling The Palaces At Venaria Reale) (2007)
- Fine pena mai (2007)
- Part deux (2007)
- Lena: The Bride of Ice, regia di Polly Steele (2008)
- Il resto della notte (2008)
- Miracolo a Sant'Anna (Miracle at St. Anna) (2008)
- Sleepless (2009)
- Джейн Ейр (2011)
- R.I.F. (Recherche dans l'Intérêt des Familles) (2011)
- Mi rifaccio vivo (2013)

## Джерело
- Сторінка в інтернеті [Архівовано 13 квітня 2014 у Wayback Machine.]